# Жепково
Жепково (пол. Rzepkowo) — село в Польщі, у гміні Сянув Кошалінського повіту Західнопоморського воєводства.
Населення — 267 осіб (2011).

## Демографія
Демографічна структура станом на 31 березня 2011 року:
|          | Загалом | Допрацездатний вік | Працездатний вік | Постпрацездатний вік |
| -------- | ------- | ------------------ | ---------------- | -------------------- |
| Чоловіки | 137     | 32                 | 97               | 8                    |
| Жінки    | 130     | 33                 | 86               | 11                   |
| Разом    | 267     | 65                 | 183              | 19                   |